# تشاك مارتن
تشاك مارتن (1969 في الولايات المتحدة - ) (بالإنجليزية: Chuck Martin)‏ هو مدرب كرة سلة ولاعب كرة سلة أمريكي في مركز هجوم خلفي.

## وصلات خارجية
- تشاك مارتن على موقع كلية كرة السلة في سبورتس رفرنس.كوم (الإنجليزية)